# Râul Topolog, Olt
Pentru alte utilizări ale toponimicului, vedeți pagina de dezambiguizare Topolog.
Râul Topolog este un afluent al Oltului. Se formează pe versantul sudic al Munților Făgăraș, la confluența a două brațe Izvorul Scării și Izvorul Negoiului.